# Nordpolsmissionen
Nordpolsmissionen (Praefectura Apostolica Poli Arctici) var et katolsk apostolisk præfektur, der blev oprettet i 1855 for at drive missionsarbejde nord for polarcirkelen, men enkelte sydligere beliggende nordatlantiske øer og kystområder blev også inkluderet i præfekturet.
- Norge og Sverige nord for polarcirkelen
- Island
- Grønland
- Færøerne
- Det arktiske Nordamerika fra Baffinbugten til Melvillebugten
- Shetland
- Orkney
- Caithness i det nordligste Skotland

Oprettelsen blev foretaget 8. december 1855 af Den hellige kongregation for troens udbredelse i et dekret undertegnet af præfekt Giacomo Filippo Fransoni. Nordpolsmissionen havde 1856-65 hovedkvarter på Altagård i Alta.
Den første leder af missionen var Paul Marie Etienne de Djunkovskij
I 1869 blev missionen opløst af pave Pius IX, fordi man i Vatikanet indså, at det var mere hensigtsmæssigt at organisere den katolske kirke i Norge og Sverige på national basis. Enkelte menigheder, der oprettedes gennem Nordpolmissionen, eksisterer fortsat, som f.eks. St. Mikael i Hammerfest. 